# 詹姆斯·哈妥

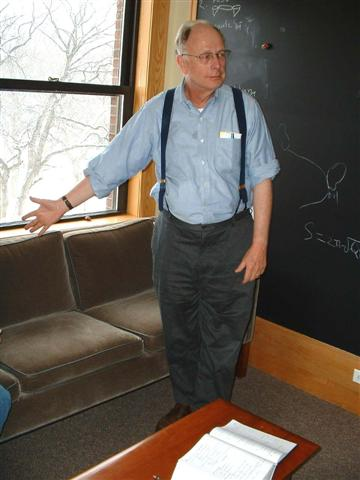
詹姆斯·哈妥於哈佛大學

詹姆斯·伯克特·哈妥（英語：James Burkett Hartle，1939年8月20日—），美國物理學家，自1966年起任教於加州大學聖塔芭巴拉分校(UCSB)物理系。他著名的成就包括有廣義相對論、天文物理學與量子力學詮釋等領域。在與史蒂芬·霍金合作之下，他提出了「哈妥-霍金宇宙波函數」——其為惠勒-得衛特方程式的一個特殊解，用以解釋大霹靂宇宙學的初始條件。
與默里·盖尔曼等人合作，哈妥協助架構現代版的哥本哈根詮釋，其基礎為一致性歷史(consistent histories)。與Dieter Brill合作，他發現了布里爾-哈妥幾何子(Brill-Hartle geon)，其為一項近似解，實現了惠勒所提議的一個假設現象——一個重力波波包(gravitational wave packet)被侷限在時空中的一塊緊緻區域，所憑藉的是自身場能量的重力吸引。他也是近期一本廣義相對論教科書的作者。

## 外部連結
- （英文）詹姆斯·哈妥個人網頁 （页面存档备份，存于）
- （英文）哈妥之學校教員資料 （页面存档备份，存于）
- "The Future of Gravity" （页面存档备份，存于）—2000年4月線上演講(Realaudio plus slides)
- "Spacetime Quantum Mechanics"—線上演講(Realaudio)
- "The Classical Behavior of Quantum Universes"—線上演講(Realaudio)
- Index to more Hartle lectures （页面存档备份，存于）—線上演講